# این بازی به نام قتل
این بازی به نام قتل (به انگلیسی: This Game's Called Murder) فیلمی محصول سال ۲۰۲۱ و به کارگردانی آدام شرمن است. در این فیلم بازیگرانی همچون ران پرلمن، ونسا مارانو، ناتاشا هنستریج و جادسون میل ایفای نقش کرده‌اند.